# Solliès-Pont
Solliès-Pont este o comună în departamentul Var din sud-estul Franței. În 2009 avea o populație de 11.056 de locuitori.

## Evoluția populației
| An        | 1975  | 1982  | 1990  | 1999   | 2006   | 2009   |
| --------- | ----- | ----- | ----- | ------ | ------ | ------ |
| Populație | 4.549 | 5.492 | 9.525 | 10.820 | 10.788 | 11.056 |